# Руандийско-южноафриканские отношения
Руандийско-южноафриканские отношения — двусторонние дипломатические отношения между Руандой и ЮАР.

## История
Полные дипломатические отношения между двумя странами были установлены в мае 1995 года.
Отношения Руанды и ЮАР переживали периоды напряженности с 2013 года, когда бывший начальник разведки Руанды Патрик Карегея был убит в изгнании в ЮАР. Отношения ещё более обострились в 2014 году, когда бывший руандийский генерал Каюмба Ньямваса был убит недалеко от Йоханнесбурга. В ЮАР оба убийства, как полагают, были организованы правительством Руанды. До убийств президент Руанды Поль Кагаме обвинил ЮАР в размещении «террористов», которые стремились отстранить его от власти.
С 2018 года две страны стремятся нормализовать отношения. В отчёте Amnesty International за июль 2021 года утверждалось, что правительство Руанды занималось шпионской деятельностью против президента ЮАР Сирила Рамафосы путём незаконной установки шпионского ПО Pegasus на его мобильный телефон. В том же месяце Руанда предложила координировать операции с ЮАР в усилиях по борьбе с исламистским мятежом в Кабо-Дельгадо.

## Постоянные дипломатические миссии
- У Руанды есть посольство в Претории
- У ЮАР есть посольство в Кигали